# Francis Huré
Pour les articles homonymes, voir Huré.
Francis Huré, né à Abbeville le 5 octobre 1916 et mort le 4 novembre 2021 à Sens, est un diplomate, résistant et écrivain français.

## Biographie
Francis Huré est né en 1916 dans la Somme, pendant la Grande Guerre, dans une famille bourgeoise et cultivée.
Après des études de lettres et de droit, il entre dans la diplomatie.
Durant la 2e guerre mondiale, il rejoint la France libre et la 2e DB. En 1943-45 il est nommé à Moscou représentant du Comité français de libération nationale (CFLN) puis du gouvernement provisoire de la république française (GPRF). Il rencontre, à la libération de Ravensbrück, la futur écrivain Jacqueline Saveria, qui divorce alors de Paul Saint-Guily et l'épouse.
Il est ambassadeur de France en Guinée (1959-....), au Cameroun (1965-1968), en Israël (1968-1973), puis en Belgique (1973-1980). 
Pendant sa retraite, Francis Huré s'invente un double de papier, Martin, qu'il promène à Moscou, en Afrique ou en Israël.
Son dernier livre, Martin en dernier lieu, revient sur cette longue existence de joie et de douleur, de découvertes et d'étonnements, en livrant au lecteur une manière de testament.

## Œuvres
- Le Consulat du Pacifique, Robert Laffont, 1962, 260 p. (BNF 33046953)
- Dans l’Orient désert ou Les Cahiers apocryphes du chevalier d’Onicourt envoyé au Levant, 1789-1793, Albin Michel, 1992, 316 p.  (ISBN 2-226-05885-0)
- Nous ne faisons que passer, Éditions de Fallois, 2005, 246 p.  (ISBN 2-87706-562-6)
- Portraits de Pechkoff, Éditions de Fallois, 2006, 192 p.  (ISBN 2-87706-602-9) - Prix Combourg 2006
- Et la peine est toujours là, Éditions de Fallois, 2009, 192 p.  (ISBN 978-2-87706-674-7)
- Martin à Moscou, Éditions de Fallois, 2010, 146 p.  (ISBN 978-2-87706-717-1)
- Martin en Afrique, Éditions de Fallois, 2010, 141 p.  (ISBN 978-2-87706-744-7)
- Martin en Israël, Éditions de Fallois, 2011, 154 p.  (ISBN 978-2-87706-776-8)[2]
- Martin en dernier lieu, Éditions de Fallois, 2014, 160 p.  (ISBN 978-2-87706-858-1)

## Distinctions
- Commandeur de la Légion d'honneur